# Vittorio Cavalleri
Pour les articles homonymes, voir Cavalleri.
Vittorio Cavalleri, né le 16 février 1860 à Turin et mort le 22 mai 1938, est un peintre italien.

## Biographie
Vittorio Cavalleri est né le 16 février 1860 à Turin. Il est élève de Enrico Gamba et Andrea Gastaldi à l'Accadémie de Turin. À partir de 1884, il expose à Turin, Venise, Milan, Gênes et à Paris, où il reçoit une médaille de troisième classe en 1903. Il est membre de l'Académie des beaux-arts de Brera à Milan. Il est mort en 1938.